# دوغ بروشو
دوغ بروشو (بالإنجليزية: Doug Brochu)‏ مواليد 29 سبتمبر 1990 في كارولاينا الشمالية، الولايات المتحدة، هو ممثل أمريكي بدأ مسيرته الفنية عام 2007.

## الأعمال
- آي كارلي
- البديل
- صوني ويذ أه تشانس
- كيك باتاوسكي: المغامر

## وصلات خارجية
- دوغ بروشو على موقع IMDb (الإنجليزية)
- دوغ بروشو على موقع ألو سيني (الفرنسية)
- دوغ بروشو على موقع أول موفي (الإنجليزية)
- دوغ بروشو على موقع قاعدة بيانات الفيلم (الإنجليزية)
- دوغ بروشو على موقع كينوبويسك (الروسية)